# 劳德尔特
劳德尔特是德国莱茵兰-普法尔茨州的一个市镇。总面积6.17平方公里，总人口399人，其中男性211人，女性188人（2011年12月31日），人口密度65人/平方公里。